# ? and the Mysterians
? and the Mysterians, por vezes creditado como Question Mark and the Mysterians, é uma banda de garage rock dos Estados Unidos. O grupo tornou-se conhecido pela canção 96 Tears, que figura na 15ª posição da lista "os 100 Maiores One-Hit Wonders da história da música", elaborada pela VH1 em 2002.

## Discografia

### Álbuns de Estúdio
| Ano  | Álbum    | Billboard 200 | Selo                  |
| ---- | -------- | ------------- | --------------------- |
| 1966 | 96 Tears | 66            | Cameo-Parkway Records |
| 1967 | Action   | –             | Cameo-Parkway Records |

### Singles
| Ano  | Single                              | Desempenho nas Paradas Musicais | Desempenho nas Paradas Musicais | Desempenho nas Paradas Musicais | Selo              | Lado-B do single                          | Álbum       |
| Ano  | Single                              | Billboard Hot 100               | RPM (magazine)                  | UK Singles Chart                | Selo              | Lado-B do single                          | Álbum       |
| ---- | ----------------------------------- | ------------------------------- | ------------------------------- | ------------------------------- | ----------------- | ----------------------------------------- | ----------- |
| 1966 | "96 Tears"                          | –                               | –                               | –                               | Pa-Go-Go Records  | "Midnight Hour"                           |             |
| 1966 | "96 Tears" (re-lançamento)          | 1                               | 1                               | 37                              | Cameo Records     | "Midnight Hour"                           | 96 Tears    |
| 1966 | "I Need Somebody"                   | 22                              | –                               | –                               | Cameo Records     | ""8" Teen"                                | 96 Tears    |
| 1967 | "Can't Get Enough of You Baby"      | 56                              | –                               | –                               | Cameo Records     | "Smokes"                                  | Action      |
| 1967 | "Beachcomber" (as The Semi-Colons?) | –                               | –                               | –                               | Cameo Records     | "Set Aside"                               |             |
| 1967 | "Girl (You Captivate Me)"           | 98                              | –                               | –                               | Cameo Records     | "Got To"                                  | Action      |
| 1967 | "Do Something to Me"                | 110                             | –                               | –                               | Cameo Records     | "Love Me Baby (Cherry July)"              |             |
| 1968 | "Make You Mine"                     | –                               | –                               | –                               | Capitol Records   | "I Love You Baby"                         |             |
| 1969 | "Sha La La"                         | –                               | –                               | –                               | Super K Records   | "Hang In"                                 |             |
| 1969 | "Ain't It a Shame"                  | –                               | –                               | –                               | Tangerine Records | "Turn Around Baby (Don't Ever Look Back)" |             |
| 1970 | "She Goes to Church on Sunday"      | –                               | –                               | –                               | Chicory Records   | "Talk Is Cheap"                           |             |
| 1973 | "Hot 'n Groovin'"                   | –                               | –                               | –                               | Luv Records       | "Funky Lady"                              |             |
| 1998 | "Sally Go Round the Roses"          | –                               | –                               | –                               | Norton Records    | "It's Not Easy"                           | More Action |
| 1999 | "Are You For Real"                  | –                               | –                               | –                               | Norton Records    | "I'll Be Back"                            | More Action |